# 플래그 캐리어
플래그 캐리어(영어: flag carrier)는 특정 국가를 대표하며 대외적으로도 가장 지명도가 높은 항공사나 선박 회사를 의미한다. 항공사로는 국책 항공사(國策航空社)라는 표현도 사용되지만, 국책 항공사는 나라의 정책을 통한 회사를 의미하므로 엄밀히는 다르다.

## 플래그 캐리어 목록

### 항공사
- 대한민국 : 대한항공 (민영)
- 일본 : 일본항공 (민영)
- 중화인민공화국 : 중국국제항공 (국영)
- 조선민주주의인민공화국 : 고려항공 (국영)
- 홍콩 : 캐세이퍼시픽 항공 (민영)
- 싱가포르 : 싱가포르 항공 (사실상 국영)
- 중화민국 : 중화항공 (국영)
- 몽골 : MIAT 몽골 항공 (국영)
- 필리핀 : 필리핀 항공 (민영)
- 베트남 : 베트남 항공 (국영)
- 태국 : 타이 항공 (국영)
- 말레이시아 : 말레이시아 항공 (국영)
- 러시아 : 아에로플로트 (국영)
- 카자흐스탄 : 에어 아스타나 (국영)
- 인도네시아 : 가루다 인도네시아 항공 (국영)
- 인도 : 에어 인디아 (민영)
- 미국 : 아메리칸 항공 (민영)
- 영국 : 영국항공 (민영)
- 독일 : 루프트한자 (민영)
- 네덜란드 : KLM (일부 국영)
- 프랑스 : 에어 프랑스 (일부 국영)
- 스위스 : 스위스 국제항공 (민영)
- 스페인 : 이베리아 항공 (국영)
- 포르투갈 : TAP 포르투갈 항공 (민영)
- 이탈리아 : ITA 항공 (국영)
- 핀란드 : 핀에어 (민영)
- 폴란드 : LOT 폴란드 항공 (국영)
- 튀르키예 : 터키항공 (민영)
- 아랍에미리트 : 에미레이트 항공 (국영)
- 카타르 : 카타르 항공 (국영)
- 사우디아라비아 : 사우디아 항공 (국영)
- 이란 : 이란 항공 (국영)
- 에티오피아 : 에티오피아 항공 (국영)
- 알제리 : 에어 알제리 (국영)
- 이스라엘 : 엘알 이스라엘 항공 (민영)
- 아제르바이잔 : 아제르바이잔 항공 (국영)
- 우즈베키스탄 : 우즈베키스탄 항공 (국영)
- 캐나다 : 에어 캐나다 (민영)
- 멕시코 : 아에로멕시코 (민영)
- 쿠바 : 쿠바항공 (국영)
- 콜롬비아 : 아비앙카 항공 (국영)
- 아르헨티나 : 아르헨티나 항공 (국영)
- 브라질 : LATAM 브라질 (민영)
- 뉴질랜드 : 에어 뉴질랜드 (국영)
- 오스트레일리아 : 콴타스 항공 (국영)
- 덴마크,  노르웨이,  스웨덴 : 스칸디나비아 항공 (민영)
- 피지 : 피지 항공 (일부 국영)
- 쿠웨이트 : 쿠웨이트 항공 (민영)
- 아일랜드 : 에어 링구스 (민영)
- 이집트 : 이집트 항공 (민영)
- 투르크메니스탄 : 투르크메니스탄 항공 (국영)